# WCW Galoob Action Figures
Le WCW Galoob Action Figures sono una linea di giocattoli basata sui wrestler della World Championship Wrestling (WCW). Furono prodotti dal 1990 al 1991 dalla casa statunitense produttrice di giocattoli Galoob. Le action figures erano fatte in plastica dura e non avevano giunture snodabili. Alcune furono vendute con degli accessori ed ognuna possedeva una cintura da campione dorata con la scritta "WCW" in nero. La linea di giocattoli venne prodotta per entrare in competizione con l'allora recente serie WWF Hasbro Action Figures, che possedeva la licenza ufficiale della World Wrestling Federation, federazione rivale della WCW.
I primi personaggi furono distribuiti negli Stati Uniti nel 1990, e vennero poi importati in Gran Bretagna nel 1991. Dieci delle dodici action figure originali distribuite in Europa, avevano una colorazione lievemente differente delle varie tenute da ring. La serie "UK Exclusives" è molto più rara e ricercata dai collezionisti, essendo meno diffusa sia negli Stati Uniti che in Europa.
In Italia fu importata solo la prima serie, sull'onda del successo che il wrestling stava riscuotendo in televisione sulle reti Fininvest.

## Collezione completa

### Serie 1 - 1990
- Ric Flair (costume azzurro)
- Arn Anderson (costume bianco, senza calvizie)
- Arn Anderson (costume bianco, con calvizie)
- Sting (costume azzurro)
- Sting (costume arancione)
- Lex Luger (costume blu)
- Sid Vicious (costume nero)
- Barry Windham (costume nero)
- Brian Pillman (costume tigrato arancione, ginocchiere nere)
- Tom Zenk (costume bianco)
- Rick Steiner (costume viola e grigio)
- Scott Steiner (costume giallo)
- Butch Reed (costume blu, scarpe tutte bianche)
- Butch Reed (costume blu, scarpe bianche con striscia rossa)
- Ron Simmons (costume blu)

### Serie 1 Tag Team - 1990
- Ric Flair & Arn Anderson
- Sting & Lex Luger
- Sting & Lex Luger (Luger con costume blu, Sting con costume arancione)
- Rick Steiner & Scott Steiner
- Butch Reed & Ron Simmons

### Serie 2 - 1991
- Ric Flair (costume rosso con fulmine bianco sul davanti)
- Arn Anderson (costume rosso)
- Sting (costume nero, stivali gialli)
- Lex Luger (costume verde)
- Sid Vicious (costume arancione)
- Barry Windham (costume blu)
- Brian Pillman (costume azzurro con ginocchiere azzurre)
- Rick Steiner (costume verde)
- Scott Steiner (costume rosa e blu)
- Ron Simmons (costume blu con striscia bianca sui lati)

### Serie 2 Tag Team - 1991
- Ric Flair & Arn Anderson
- Sting & Lex Luger (Sting con giubbotto con le frange, Luger con accappatoio e catena in argento di gomma)
- Sting & Lex Luger (Luger costume blu, Sting costume nero)
- Rick Steiner & Scott Steiner
- Michael P.S. Hayes & Jimmy Garvin

### UK Exclusives - 1991
- El Gigante
- Big Josh (con ascia da taglialegna)
- Dustin Rhodes
- Michael P.S. Hayes
- Jimmy Garvin
- Sting (con giubbotto con le frange)
- Lex Luger (con accappatoio e catena in argento di gomma)
- The Fabulous Freebirds Tag Team Set (Michael Hayes & Jimmy Garvin)

### Accessori
- Sound Slammin' Action Ring (con effetti sonori e gabbia montabile per i Cage Match)

## Prototipi non realizzati
- Ric Flair (con vestaglia)
- Diamond Studd
- P.N. News
- Richard Morton
- Black Blood